# الموت وفارس الملك

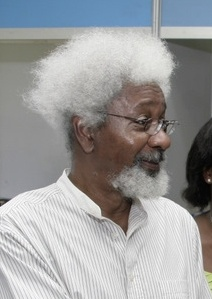
سوينكا مؤلف مسرحية الموت وفارس الملك

الموت وفارس الملك  هي مسرحية كتبها الكاتب النيجيرى وولي سوينكا على الاساس الحادثة الاستعمارية البريطانية التي وقعت في نيجيريا فمسألة الهوية الثقافية من الموضوعات التي شغلت عناوين الصحف ومن القضايا الهامة التي ناقشها الكثير من الكتاب والمنظرين وذلك مايسمى الآن في اللغة الإنجليزية بالأدبيات الحديثة والكاتب النيجيرى وولي سوينكا واحد من أهم الكتاب الذين عملوا على تقديم مادة غنية في هذا المجال .
فقد عمل الاستعمار على قمع الذات العربية وذلك من خلال محاولة محوه لفكرة الهوية العربية والسخرية منها وبعض القضايا الأخرى كازدواجية الوعى واللهجة ومحاولة القضاء على المستعمر من خلال نشر لغتة في التعليم وفرض الدين المسيحى، كما عمل المستعمر على استأصال ثقافة الشعوب وذلك عند مواجه المسرح في القارة الأفريقية لمجموعة من الصعوبات وفي مقدمتها إيجاد المتفرج، وحرية التعبير، ووسيلة الإيصال، والتمويل، وإيجاد المرافق العصرية للعرض، والتجهيز بالتكنولوجيا العصرية للعرض، وهذا ما عرضة وولي سوينكا في الموت وفارس الملك –التراجيديا الأفريقية شكلا ومضمونا– التي تصور مأساة أفريقيا مع الجهل والتخلف وسيطرة الاستعمار عليها، ومن مفهوم ما بعد الكولونيالية وهوخطاب نقدي يتناول الآثار الثقافية والاجتماعية والاقتصادية التي خلفتها الكولونيالية على الشعوب والدول التي خضعت للاستعمار.كما ان دراسات ما بعد الكولونيالية تشمل مجالات عدة من الأبحاث أبرزها: الفلسفة وعلم الاجتماع والعلوم السياسية. كما يرتكز هذا الخطاب على فكر ما بعد الحداثة الذي يربط ما بين نظرية المعرفة وعلاقات القوة في المجتمعات.

## الشخصيات
- المداح
- اليسين: فارس الملك
- أيالوجا: أم السوق
- سيمون بيلكنجز: ضابط المنطقة
- جان بيلكنجز:زوجته
- سيرجنت أموزا
- جوزيف: خادم في منزل بيلكنجز
- عروس اليسين الجديدة
- الأمير
- المقيم
- يارو القائد
- أولندى:الابن الأكبر لاليسين
- طبالون «نساء، فتيات، راقصات في الحفل»

## القصة
تبدأ الموت فارس الملك مسرحية بالبطل اليسين اوبا، وهو لقب يعنى انه الموعود أو الرئيس وكان اليسين يعمل كبيرا لفرسان الملك واقرب اصدقائه، وقد مات الملك منذ ثلاثين يوما ... وفي اليوم الثلاثين يتم الدفن طبقا لهذه العقيدة وعلى اليسين أن يفي بنذره وينتحر .وتبدأ هذه الطقوس بموكب اليسين في ممر امام السوق وخلفه الطبالون والمداحون. وهو رجل يتمتع بحيوية هائلة يتكلم ثم يرقص ويغنى فرحا بالحياة فرحة غامرة.ورغم اعلانه انه سوف يؤدى واجبه في الوقت المحدد الا ان المداح يشير إلى صعفة وشهوته للمأكل والمشرب والنساء. وذلك يثير خوف الجميع ويلقى بالشك حول امكانية تنفيذه لوعدالانتحار خصوصا عندما يلقى بفتاة جميلة في السوق فيطلبها للزواج قبل رحيلة مباشرة. وتوافق ايالوجا ام السوق على تزويجه من الفتاة التي كانت مخطوبة لابنها وتقول: ان صرخات الراحلين لها الاهمية الأولى على مطالب الاقربين.وينتقل الحدث بعد ذلك إلى مشهد اخر في منزل ضابط المنطقة الانجلبزى وزوجته حيث يسعدان في ملابس تنكرية غريبة للذهاب لحفلة الرقص التنكرية التي سيحضرها الأمير ويوزع فيها الجوائز . وفي هذه اللحظة يأتى اموزا، كونستابل البوليس الافريقى الذي يعمل بقوة الأمن التابعة للمحتل ويدهش لرؤيته بيلكنجز وزوجته يرتديان ملابس طائفة أفريقية ميته، ويعتبر ذلك اساءه للمقدسات ولا يكاد ينظر لهما.لانه لايستطيع ان يتكلم ضد الموت مع اناس في ملابس الموتى ثم يطلب بيلكنجز من اموزا ان يكتب تقريره ويتركه ويرحل.
ويقرأ سيمون ما كتبه اموزا فيرتبك حيث سمع ان هناك جريمة انتحار شعائرية على وشك ان تحدث ويستغرب بيلكنجز لذلك فلقد ظن انه قضى على هذة العادة البربرية فكيف لها ان تعود في هذه الليلة بالذات؟.. فهو المسئول عن الأمن ... والأمير موجود بمقر المندوب السامى في زيارة مفاجئة للمستعمرة. وحفلة الرقص التي يستعدان لها لاتكرر مرة أخرى كل عام، لكنه يصدر الامر بالقبض على اليسين اوبا ثم يذهب هو وزوجته إلى الحفلة، ويفتتح الأمير الرقص بنفسة وينضم لها بيلكنجز وزوجته ويبدى الأمير اعجابه بملابسها وبطريقتها في الرقص وفجأة تأتى رسالة تخبره بوقوع احداث طارئة فيخرج لمواجهتها وتبقى زوجته في انتظار عودته.وفجأة يظهر شاب أفريقي يلتقى بمسزجان التي تفرح به وتكشف انها تعرفه. فهو اولندى بن ابن اليسين ولهذا الشاب حكاية منذ سنوات ( إذ اصر على دراسة الطب وحاول ابوه ابقاءه ليواصل عادات ا ابائه واجداده القبلية الا ان بيلكنجز ساعده وهربه رغم انف ابيه الي إنجلترا ليلحق بدراسة الطب هناك وبسبب هذا الموقف قام بنوع من الخصومة بين اليسين وبيلكنجز.وحين تعرب عن دهشتها لظهوره في هذه اللحظة بالذات يخبرها انه جاء في قافلة سفن الأمير من إنجلترا وجاء ليدفن ابيه وتصدم ويغنى عليها حين تجده يتكلم عن موت ابيه ببرود كجراح يتكلم عن جثة شخص لا يعرفة، فيشرح لها الامر قائلا انه يعتبر اباه ميتا منذ ثلاثين يوما..فقد اخبرت الرسالة ان الملك قد مات ومعنى هذا ان اباه لاينتحر في اليوم الثلاثين.وباعتبارة الابن الأكبر فعليه ان يحضر ليقوم بترتيبات الدفن واقامة الشعائر والطقوس فأبوه قد مات في فكره من تلك اللحظة واصبح محرما عليه ان يراه وهو حى.. ويعود بيلكنجز ليصدم أيضا من رؤيته اولندى وبعد قليل يكتشف أولندى أن الضابط قد منع اباه من الانتحار وقبض عليه وجاء به ليسجنه في زنزانه بالمقر وهذا عار كبير سوف يصيبهم بالكوارث، وحين تقع عين ابيه عليه، نجد اليسين ساجدا أمام ابنه طالبا الغفران لآ الاجنبي قد تدخل ومنعه من الانتحار ومنعه في اللحظة المناسبة لكن أولندى لا يقبل العذر ويرى أن أباه قد ضعف وتخاذل عن تنفيذة وعده.. وعلى ذلك يقول له:«انا ليس لى اب» ويهرع نحو القبيلة لينتحر هو وبهذا ينقذ شرف الاحياء والآموات ثم تحمل النساء بعد جسده ويذهبن به الي مقر المندوب ويطلبن مقابلة اليسين لتبليغه رسالة وحين يسمح لهن تعلن أيالوجا قائدة جماعة النساء أنها جاءت بمهمة وهي الرسالة التي تحملها النساء على اكتافهن لتوصيل كلمة إلى اليسين، فاذا هو جسد أولندى ملفوفا في حصرة وحين يكشف عن الجسد تقول أيالوجا لقد ابى الابن الا أن يكون هو الاب لينقذ شرف الجميع وهنا يأتى اليسين بحركة عنيفة حيث يلف يده بالسلسلة حول عنقه ويخنق نفسة قبل ان يستطيع العسكر منعه ..ومن هنا تنتهى المسرحية على دهوة أيالوجا للجميع بأن ننسى عالم الاحياء وعالم الأموات وأن نوجه اهتمامنا فقط للذين لم يولدوا بعد.

## بناء المسرحية
يتطابق بناءمسرحية الموت وفارس الملك مع القوانين الارسطية عن وحدة الحدث ووحدة الزمان وعن شخصية البطل التراجيدى وهي اقرب الاشكال الي مسرحية أوديب ملكا لسوفكليس.حيث يستبدل العراف هنا بالمداح والكورس بجماعة النساء بل ان الملاحاة التي تجرى بين أوديب وتيريزباس نجد شبيها لها بين اليسين وبيت المداح، ويقوم بناء المسرحية على احداث وقعت بالفعل في اويو، مدينة اليوروبا القديمة في نيجيريا عام 1946. حين تدخل ضابط المنطقة الاستعمارى لمنع جريمة انتحار شعائرية مما ادى الي وقوع احداث عنيفة مأسوية اهتزت لها أوساط الوطنين والمستعمرين على السواء وقد أرجع الحدث الي الوراء سنتين أو ثلاثا ألى الوقت الذي كانت فيه الحرب العالمية الثانية لاتزال مشتعلة، وهذا لاسباب خاصة بالدراما .

## عقيدة اليوروبا والعالمين آيي وأورن
وهي عقيدة فبلية فبعد موت الملك لابد وان يقتل كلبه وجواده وان ينتحر أحد الرؤساء ليرافقوه جميعا في رحلته نحو العالم الآخر، عالم الأجداد النتظرين، وباتمام هذه الشعائر يضمنون سلام الدنيا والآخرة وسلام الأبناء والاحفاد الذين لم يولدوا بعد.
وتعتقد اليوروبا ان العالم ينقسم الذين يعيشون فية منقسم الي عالمين هم  آيي و اورن حيث ان آيي هو ما هو ملموس اى أنه العالم المرئى الذي نعيش فيه الإنسان وأن جميع الكائنات الحية فيه معرضة لتجارب الحياة اليومية اما اورون هو العالم الغير مرئى الذي يسكنة الاله والأجداد والمشروبات الروحية.

## تعليقات المؤلف على المسرحية
يحذر وولي سوينكا من اعتبار موضوع المسرحية على انه صراع بين الثقافات " ويقول:ان العنصر الاستعمارى حادث عارض. مجرد عامل مساعد فالمواجهة هي مواجهة ميتافيزيقا بدرجة أكبر تقع داخل شخصية البطل كما ان هذه المواجهة مرتبطة بعالم العقل والشعور في قبيلة اليوروبا الأفريقية.وهذا الصراع الداخلى هو ما يعطى المسرحية رصانة شعرية وقوة درامية أكيدة فاليسين هو بطل تراجيدى والخطأداخله متمثل في ميلة الشديد للنساء وحبه للحياة مما يجعله يتردد في اللحظة الحاسمة وبذلك تمكن الضابط الانجليزى من القبض علية ومنعة من الانتحار وهنا يتضح ان العنصر الاجنبى هو عنصر مكمل (حيث ان المواجهة تتم في أكثر من مشهد لتعرية الاستعمار الاوروبى وكشف ادعائه الزائف بالتفوق الانسانى أو الحضارى، وينصح وولي سوينكا من يقوم باخراج هذه المسرحية قائلا: ''انه يمكن تجسيد هذه المسرحية على الوجه الأكمل قط الا عن طريق استدعاء الموسيقي وعالم الانتقال.''

## تأثير الاستعمار على المسرح الافريقى
لقد قضى الاستعمار على تلك الاشكال الاصيلة واستبعدها، ولكن بقى منها البذور التي ساهمت ولو بقدر ضئيل، في احياء الفن المسرحى الأفريقي وازدهاره. ان مكانة المسرح من حيث هو فن متميز ومحدد في تزايد مستمر منذ ثلاثين عاما.فقد ازداد عدد مؤلفى الدراما الافارقة الذين حققوا حضورا ثقافيا وموهبة ملموسة

## صحوة المسرح الأفريقي الحديث فيما بين عامى 1930و1960
تصطدم القومية الأفريقية، وهي مازالت بعد في حالة التكون، بقوات الاستعمار المستوطنة. هذا إلى جانب غياب المؤسسات الحرة التي تعمل في المجال الثقافى ؛لذلك فقد تعرضت النصوص المسرحية للاشراف الرقابي، وقد عاني الاضطهاد اولئك المسرحيون الذين جازفوا لتقديم أعمال درامية مستمدة من الحياة السياسية والاجتماعية بسخرية مثل وول سوينكا في بعض مسرحياتة كمسرحية مجانين واختصاصيون . لقد ازداد الوعي السياسي مع دخول الحركة الثقافية الزنجية في الصراع الذي ارتبط بنشوب الحرب العالمية الثانية بين عامى 1939و 1945،ومشاركة الشعوب الأفريقية في هذا الصراع. كما كانت هناك معارضة من الافارقة ضد الاشغال الشاقة والإكراه والتمييز العنصرى للنظام الاستعمارى.

## دور المسرح في التنمية الثقافية في أفريقيا
إن إحصاءات العروض الثقافية التي حصلنا عليها في المسرح تثبت بشكل قاطع أن أفريقيا التقليدة ؛ من السنغال إلي زاائير مرورا بمالى، وساحل العاج، وجمهورية البنين، ونيجيريا، تقدم عروضا يختلط فيها التمثيل بالطقوس الشعائرية.ففى بلاد الماندنج يقوم الشباب بالتعبير عن الحرمان الذي يعانونه عن طريق عروض زاهية غنية بالقريحة، يسخرون فيها من المتزوجين الذين يكبرونهم في السن. اما مثلا عند اهالى اليروبا،توجد الرابطات التي تهتم بالشؤون الدينية، تعمل على تنظيم أعمال درامية مبنية على الطقوس التي تمجد بطولات الأجداد، في مضمون له شكل وصفى طريف ومن هنا أكتسب الرجل الافريقى خبرة وتعلم من خلال مشاركتة في مثل هذة الاشكال الاولية للمسرح.
فهذا المسرح الأفريقي يعكس الوعي السياسي والديني والثقافىفي ذلك الوقت للشعوب الأفريقية، ويظهر دور المسرح الأفريقي في النمو الثقافى دون منازع وهو يعنى بتقديم عروض شعبية تظهر تداخل القيم الاسياسية الثقافية للجماعة: وذلك من شغائر طقسية وفن النحت واغان متنوعة وتعبير حركى ..ولكنلم يتمكن المسرح من خلال هذا الشكل التقليدي أن ينمو بصورة تقوم علي نوع من التجانس، وذلك بسبب عامل الاستعمارالذي عمل على كبح هذه الاندفاعات الاصلية البدائية وتشويه المحتوى الثقافي وخلق اشكالات جديدة في التعبير ؛ حيث فرض لغة المستعمر وتدريس نماذج ثقافية جديدة قدمت علي انها الشكل الوحيد المناسب .وقد وضح هذا الصراع على المستوين السياسي والدينى  معا، بل تم تكميم وإسكات تلك الأصوات الأفريقية التي نحت هذا المنحني، ولكن في اطار المدرسة الاستعماريةكانت بداية الصحوة قد اخذت في التكوين.

## أنظر أيضا
- حصاد كونجي

- الأسد والجوهرة

1. ↑  "معلومات عن الموت وفارس الملك (مسرحية) على موقع britannica.com". britannica.com. مؤرشف من الأصل في 2016-06-11.
2. ↑  "معلومات عن الموت وفارس الملك (مسرحية) على موقع ibdb.com". ibdb.com. مؤرشف من الأصل في 2019-12-12.